# Amor a la española
Amor a la española es una película coproducción de España y Argentina, filmada en color Eastmancolor, dirigida por Fernando Merino sobre el guion de José Luis Dibildos y Alfonso Paso que se estrenó el 13 de febrero de 1967 en España y el 26 de septiembre de 1968 en Argentina. Tuvo como protagonistas a Erika Wallner, José Luis López Vázquez, Manolo Gómez Bur, Alfredo Landa y Laura Valenzuela. 
La película se exhibió también con el título alternativo de Una sueca entre nosotros. Fue filmada en Madrid y, sobre todo, en Torremolinos (Málaga) en la Costa del Sol, destacando las localizaciones del Hotel Tritón y Playamar. Los títulos de crédito se basan en ilustraciones de Mingote.
En la banda sonora suenan canciones de Los Flames, Los Flaps, Los Shakers, Los Cheyenes, Los Giovanes y una de la cantante italiana Rita Monico.

## Sinopsis
Durante un verano, en un hotel turístico de Torremolinos coinciden varios españoles y turistas internacionales dando lugar a todo tipo de enredos entre Ingrid, una bella sueca; Paco, un trabajador de aeropuerto; Harold, un turista con problemas de alcoholismo; Sofía, una tata del hijo de una pareja francesa de vacaciones; Patricio, un maduro donjuán frustrado y Rafa, un camarero dedicado a su pesar a entretener a las señoras maduras extranjeras, entre otros personajes de lo más variopintos.

## Reparto
- Erika Wallner  … Ingrid
- José Luis López Vázquez ... Francisco 'Paco' Lafuente
- Manolo Gómez Bur ... Patricio Ruiz
- Laura Valenzuela … Marianne Leroix
- Alfonso Paso… Harold Van Crip
- Margot Cottens ... Turista madura
- Luis Tejada
- Alfredo Landa	...Rafa
- Elena María Tejeiro ... Sofía
- Pastor Serrador ... Marcel Leroix
- Kia Nelke
- Sara Guasch
- Montserrat Noé
- Fernando Nogueras ...amigo de Paco
- José Luis Coll ... amigo de Paco
- Diana Sorel ... Mostrador aeropuerto
- Lola del Pino
- Francisco Azpiazu
- José Fernández
- Herminia Tejela
- Elvira Enguidanos
- Pepito Chicano
- Álvaro de Luna ... conductor molesto

## Comentarios
Clarín opinó:

”Coincide…con las incontables comedias italianas frívolas y más o menos intrascendentes que echan mano de un verano tórrido y de un balneario popular, para ambientar hilos argumentales románticos y picarescos que se cruzan y anudan caprichosamente.”

La Nación dijo:

”El trazo con que está dibujado la sátira es grueso, nada sutil.”

Por su parte, Manrupe y Portela escriben del filme:

”Olvidable coproducción.”

Aunque pueda parecer el típico producto del subgénero que dio en llamarse landismo, la película contiene elementos más serios y algunos autoparódicos, como era habitual en las producciones de José Luis Dibildos.